# Sachs Harbour

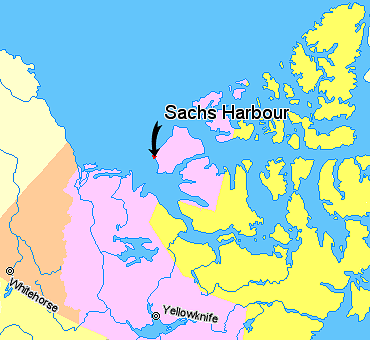
Sachs Harbour, Territorios del Noroeste, Canadá.
Nunavut
Territorios del Noroeste
Yukon
Alaska.

Sachs Harbour es una población localizada en la región de Inuvik perteneciente a los Territorios del Noroeste, Canadá. Está situada en la costa suroccidental de la Isla de Banks. Según el censo oficial, en 2006 contaba con 112 habitantes.
Las dos principales lenguas habladas son el Inuvialuktun y el inglés. El nombre tradicional del área en Inuvialuktun es "Ikahuak".
Debido a su alejamiento a los poblamientos cercanos de los Territorios del Noroeste, Sachs Harbour cuenta con un aeródromo que lo abastece de comida y materiales durante todo el año con vuelos desde Inuvik, a unos 500 kilómetros al sur, dos veces por semana. Durante los meses de verano cuenta con la posibilidad de acceso marítimo por barco.
La etimología de este asentamiento proviene del barco "Mary Sachs", que pertenecía a la Expedición Ártica Canadiense que en 1913 realizó una misión exploratoria por los Territorios del Noroeste. La economía de la población está basada en la caza y pesca, así como de un incipiente turismo.

## Clima
| Parámetros climáticos promedio de Sachs Harbour (1981-2010)   | Parámetros climáticos promedio de Sachs Harbour (1981-2010) | Parámetros climáticos promedio de Sachs Harbour (1981-2010) | Parámetros climáticos promedio de Sachs Harbour (1981-2010) | Parámetros climáticos promedio de Sachs Harbour (1981-2010) | Parámetros climáticos promedio de Sachs Harbour (1981-2010) | Parámetros climáticos promedio de Sachs Harbour (1981-2010) | Parámetros climáticos promedio de Sachs Harbour (1981-2010) | Parámetros climáticos promedio de Sachs Harbour (1981-2010) | Parámetros climáticos promedio de Sachs Harbour (1981-2010) | Parámetros climáticos promedio de Sachs Harbour (1981-2010) | Parámetros climáticos promedio de Sachs Harbour (1981-2010) | Parámetros climáticos promedio de Sachs Harbour (1981-2010) | Parámetros climáticos promedio de Sachs Harbour (1981-2010) |
| Mes                                                           | Ene.                                                        | Feb.                                                        | Mar.                                                        | Abr.                                                        | May.                                                        | Jun.                                                        | Jul.                                                        | Ago.                                                        | Sep.                                                        | Oct.                                                        | Nov.                                                        | Dic.                                                        | Anual                                                       |
| ------------------------------------------------------------- | ----------------------------------------------------------- | ----------------------------------------------------------- | ----------------------------------------------------------- | ----------------------------------------------------------- | ----------------------------------------------------------- | ----------------------------------------------------------- | ----------------------------------------------------------- | ----------------------------------------------------------- | ----------------------------------------------------------- | ----------------------------------------------------------- | ----------------------------------------------------------- | ----------------------------------------------------------- | ----------------------------------------------------------- |
| Temp. máx. abs. (°C)                                          | -4.4                                                        | -4.5                                                        | -4.0                                                        | 2.2                                                         | 10.0                                                        | 20.5                                                        | 24.2                                                        | 21.5                                                        | 15.6                                                        | 4.4                                                         | 1.7                                                         | -4.0                                                        | 24.2                                                        |
| Temp. máx. media (°C)                                         | -24.4                                                       | -24.5                                                       | -23.1                                                       | -14.6                                                       | -4.6                                                        | 6.1                                                         | 10.0                                                        | 6.5                                                         | 1.2                                                         | -7.7                                                        | -17.1                                                       | -21.5                                                       | -9.5                                                        |
| Temp. media (°C)                                              | -28.0                                                       | -28.3                                                       | -26.7                                                       | -18.3                                                       | -7.6                                                        | 3.1                                                         | 6.6                                                         | 3.7                                                         | -1.2                                                        | -10.7                                                       | -20.5                                                       | -25.1                                                       | -12.8                                                       |
| Temp. mín. media (°C)                                         | -31.7                                                       | -32.1                                                       | -30.3                                                       | -22.0                                                       | -10.5                                                       | 0.1                                                         | 3.1                                                         | 0.9                                                         | -3.4                                                        | -13.7                                                       | -23.9                                                       | -28.5                                                       | -16.0                                                       |
| Temp. mín. abs. (°C)                                          | -52.2                                                       | -50.2                                                       | -48.4                                                       | -43.0                                                       | -26.7                                                       | -16.5                                                       | -5.0                                                        | -11.0                                                       | -22.8                                                       | -35.5                                                       | -42.8                                                       | -45.0                                                       | -52.2                                                       |
| Precipitación total (mm)                                      | 4.9                                                         | 6.6                                                         | 7.1                                                         | 12.1                                                        | 9.1                                                         | 7.5                                                         | 17.6                                                        | 28.9                                                        | 22.0                                                        | 20.0                                                        | 9.0                                                         | 7.0                                                         | 151.5                                                       |
| Lluvias (mm)                                                  | 0.0                                                         | 0.0                                                         | 0.0                                                         | 0.0                                                         | 0.1                                                         | 5.1                                                         | 16.7                                                        | 24.7                                                        | 11.2                                                        | 0.5                                                         | 0.0                                                         | 0.0                                                         | 58.3                                                        |
| Nevadas (cm)                                                  | 5.2                                                         | 7.0                                                         | 7.7                                                         | 12.4                                                        | 9.3                                                         | 2.4                                                         | 0.9                                                         | 4.1                                                         | 10.9                                                        | 20.2                                                        | 9.4                                                         | 8.3                                                         | 97.7                                                        |
| Días de precipitaciones (≥ 0.2 mm)                            | 6.5                                                         | 6.3                                                         | 6.7                                                         | 5.6                                                         | 7.4                                                         | 4.7                                                         | 8.1                                                         | 14.5                                                        | 12.0                                                        | 13.7                                                        | 8.2                                                         | 6.2                                                         | 99.9                                                        |
| Días de lluvias (≥ 0.2 mm)                                    | 0.0                                                         | 0.0                                                         | 0.0                                                         | 0.0                                                         | 0.2                                                         | 2.9                                                         | 7.8                                                         | 11.7                                                        | 5.4                                                         | 0.6                                                         | 0.0                                                         | 0.0                                                         | 28.7                                                        |
| Días de nevadas (≥ 0.2 cm)                                    | 6.6                                                         | 6.4                                                         | 6.7                                                         | 5.6                                                         | 7.3                                                         | 1.8                                                         | 0.6                                                         | 3.4                                                         | 7.4                                                         | 13.3                                                        | 8.3                                                         | 6.3                                                         | 73.5                                                        |
| Horas de sol                                                  | 0.0                                                         | 27.5                                                        | 168.6                                                       | 276.0                                                       | 252.0                                                       | 397.3                                                       | 254.2                                                       | 152.8                                                       | 76.9                                                        | 36.6                                                        | 0.0                                                         | 0.0                                                         | 1641.9                                                      |
| Humedad relativa (%)                                          | 84.3                                                        | 81.6                                                        | 76.9                                                        | 81.7                                                        | 88.9                                                        | 86.7                                                        | 87.8                                                        | 93.9                                                        | 91.9                                                        | 88.2                                                        | 86.0                                                        | 86.3                                                        | 86.4                                                        |
| Fuente: Environment Canada Canadian Climate Normals 1981–2010 |                                                             |                                                             |                                                             |                                                             |                                                             |                                                             |                                                             |                                                             |                                                             |                                                             |                                                             |                                                             |                                                             |